# موغي
موغي  هي بلدية في اليابان، وبلدة في اليابان، تقع في توكوشيما، ومقاطعة كايفو، بلغ عدد سكانها 3,997  نسمة وذلك حسب إحصائيات سنة 2018، تبلغ مساحتها 56.62 كيلومتر مربع.